# Опельбаум Єхель Вольфович
Єхель Вольфович Опельба́ум (15 липня 1921, м. Кременець — 1 квітня 1996, м. Єрусалим, Палестина) — український мовознавець. Доктор філологічних наук (1969).

## Життєпис
Єхель Опельбаум  народився 15 липня 1921 року в місті Кременці.
У 1946 закінчив Львівський університет ім. І. Франка.
1943-1946  — викладач у Донецькому індустріальному інституті.
1946—1988 — у Львівському торговельно-економічному інституті: викладач, доцент, з 1959 - завідувач кафедри іноземних мов, з 1969 — професор, у 1987—1988 —  професор-консультант катедри іноземних мов.
Досліджував німецько-слов’янські мовні контакти, методику викладання іноземних мов у вищих навчальних закладах.
Автор понад 70-ти наукових публікацій, серед яких «Німецькі лексичні елементи в українській мові», «Західнослов’янські слова в німецькій мові», «Деякі проблеми контрастивного вивчення лексики далекоспоріднених мов», тощо.
Помер 1 квітня 1996 року в місті Єрусалимі (Палестина), де й похований.

## Наукові праці
Восточнославянские лексические элементы в немецком языке. К., 1971; 
Деякі проблеми контрастивного вивчення лексики далекоспоріднених мов // Нариси з контрастивної лінгвістики. К., 1989.
Західнослов’янські слова в німецькій мові // Слов’янське мовознавство. К., 1958; 
Инфинитив, инфинитивные группы и обороты: Учебное пособие. Л., 1959 (співавт.);
Німецькі лексичні елементи в українській мові // Мовознавство. 1969. № 3; 
Причастия в немецком языке: Учебное пособие. Л., 1961 (співавт.).